# Al acecho (película de 1988)
Al acecho es una película del año 1988, dirigida por Gerardo Herrero y protagonizada por Amparo Muñoz y Giuliano Gemma.